# Walls
Walls, lokalt känt som Waas, (fornnordiska: Vagar), är en ort på sydsidan av västra Mainland i Shetlandsöarna, Skottland. Orten ligger längst in i viken vid Vaila Sound och skyddas även från vind söderifrånav öarna Linga och Vaila. Walls tillhör Walls and Sandness civil parish.

## Historia
Ett av platsens äldre namn är "Vagaland", varifrån ortens lokala skald tagit sitt namn.
Dagens ortsnamn är ett uppdiktat namn av Ordnance Survey, som lade till två "L" i tron att det rörde sig om ett bortfall av uttalet av "walls". Jämför Vágar och Vágur på Färöarna). 
En pir byggdes i Walls på 1700-talet, och 1838 var det en viktig plats för att konservera fisk. Walls är idag mer stillsamt än på den tiden. De stora husen vid Bayhall är nu ombyggda till lägenheter, och dessa liksom Voe House är blott tecken som påminner om ortens forna rikedom, liksom även dess tre kyrkor som syns runt viken. Två av dem är ännu i bruk, medan den tredje bär en skylt som berättar att den nu har bytt funktion till bageri.
Waas är födelseort för två diktare, Vagaland och Christine de Luca, som båda är födda år 1884.
Idag är orten hem för författaren Iris Sandison, som skriver barnböcker på Shetlandsdialekt.